# Seznam poljskih filozofov
Seznam poljskih filozofov.

## A
- Kazimierz Ajdukiewicz

## B
- Zygmunt Bauman (1925-2017)
- Agata Bielik-Robson
- Józef Maria Bocheński
- Andrzej Bogusławski
- Adam Boniecki (teolog)
- Albert Brudzewski
- Stanisław Brzozowski

## C
- Leon Chwistek
- August Cieszkowski
- Eugenijusz Czaplejewicz (komparativist)
- Tadeusz Czeżowski

## D
- Mirosław Dzielski (1941-1989)

## E
- Edward Abramowski

## F
- Franciszek Fiszer
- Ludwik Fleck

## G
- Józef Grzanka ?
- Henryk Grossmann
- Wawrzyniec Grzymała Goślicki

## H
- Władysław Heinrich
- Józef Maria Hoene-Wroński

## I
- Roman Ingarden

## K
- Edward Kasperski (komparativist)
- Kazimierz Kelles-Krauz
- Antoni Kępiński (1918 – 1972) (psihoanalitik ...)
- Jan Andrzej Kłoczowski
- Leszek Kołakowski
- Hugo Kołłątaj
- Nikolaj Kopernik
- Alfred Korzybski
- Tadeusz Kotarbiński (1886 – 1981) (2. predsednik PAN 1957–62)

## L
- Antoni Lange
- Oskar Ryszard Lange
- (Ferdinand Lassalle)
- Lederer
- Ryszard Legutko
- Stanisław Lem
- Zygmunt Łempicki
- Stanisław Leśniewski (1886 – 1939)
- Karol Libelt
- Józef Łobodowski (politični)
- Jan Łukasiewicz (1878 – 1956)

## M
- Maria Renata Márkus (1936 – 2017) (poljsko-madžarska)
- Émile Meyerson
- Izydor Modelski?

## N
- Leszek Nowak (1943 – 2009)

## O
- Maria Ossowska (1896 – 1974)

## P
- Stefan Pawlicki
- Zbigniew Pełczyński
- Chaïm Perelman (poljsko-belgijski)
- Bolesław Prus

## R
- Halina Rarot

## S
- Adam Schaff (1913 – 2006)
- Michał Sędziwój
- Barbara Skarga (1919 – 2009)
- Jan Śniadecki (1756 – 1830)
- Edward Stachura
- Stanisław iz Skarbimierza
- Stanisław Staszic
- Bogusław Stępiński
- Roman Suszko (1919 – 1979)
- Aleksander Świętochowski
- Stefan Swieżawski

## T
- Alfred Tarski
- Władysław Tatarkiewicz
- Józef Tischner
- Andrzej Tomasz Towiański
- Kazimierz Twardowski
- Anna-Teresa Tymieniecka (1923 - 2014) (polj.-amer.)

## W
- Antoni Wacyk
- Józef Warszawski (1903 - 1997)
- Stanisław Ignacy Witkiewicz - Witkacy
- Paweł Włodkowic
- Papež Janez Pavel II. [rojstno ime Karol Józef Wojtyła]

## Z
- Marian Zdziechowski
- Florian Znaniecki

## Ž
- Jerzy Żuławski